# Mirosław Niziurski
Mirosław Józef Niziurski (ur. 5 lutego 1932 w Kielcach, zm. 22 września 2015 tamże) – polski kompozytor i krytyk muzyczny, profesor sztuk muzycznych, w latach 1987–1990 rektor Wyższej Szkoły Pedagogicznej w Kielcach.

## Życiorys
W 1950 roku ukończył liceum ogólnokształcące w Kielcach. Podjął następnie studia w Państwowym Konserwatorium im. P. Czajkowskiego w Moskwie i Wyższej Szkole Muzycznej w Krakowie. W 1957 roku został zatrudniony w Teatrze im. Stefana Żeromskiego w Kielcach na stanowisku kierownika muzycznego. W latach 1964–1969 kierował redakcją muzyczną Polskiego Radia Kielce, a następnie był dyrektorem Państwowych Szkół Muzycznych (I i II stopnia) im. L. Różyckiego w tym mieście. W 1971 roku podjął pracę w Wyższej Szkole Nauczycielskiej w Kielcach, a po jej przekształceniu w Wyższą Szkołę Pedagogiczną objął stanowisko docenta (1973). W 1985 roku został profesorem nadzwyczajnym, a w 1993 – zwyczajnym. W WSP przez 28 lat kierował Instytutem Wychowania Muzycznego i Instytutem Edukacji Muzycznej (1971–1993 i 1996–2002). Ponadto w latach 1977–1981 i 1984–1987 był prorektorem uczelni, a od 1 września 1987 do 30 listopada 1990 – rektorem. W czasie jego kadencji WSP uzyskała pierwsze uprawnienie do nadawania stopnia naukowego doktora (historia, 1989). Na emeryturę przeszedł w 2005 roku.
Jest autorem wielokrotnie wznawianego podręcznika pt. Harmonia i zadań do harmonii. Publikował m.in. w „Ruchu Muzycznym” i „Słowie Ludu”. Wygłaszał referaty na krajowych i międzynarodowych konferencjach naukowych. Skomponował ponad 130 utworów muzycznych oraz muzykę do kilkudziesięciu sztuk teatralnych. Większość z nich została później wydana drukiem (m.in. w Rosji i Niemczech) oraz zarejestrowana przez Polskie Radio. Podczas pracy akademickiej wypromował ponad 600 magistrów. Za swoją działalność został odznaczony m.in. Krzyżem Oficerskim i Krzyżem Kawalerskim Orderu Odrodzenia Polski, Złotym i Srebrnym Krzyżem Zasługi oraz Medalem Komisji Edukacji Narodowej.
Młodszy brat pisarza Edmunda Niziurskiego.